# The Longest Time
"The Longest Time" é uma canção doo-wop de Billy Joel, lançada em 1984 como o quarto single do álbum An Innocent Man. O projeto é uma homenagem às influências de Joel e apresenta o estilo de Frankie Lymon. Alcançou a posição 14 na Billboard Hot 100 e a primeira colocação na parada Billboard Adult Contemporary. No Reino Unido, alcançou a posição 25 na UK Singles Chart.
A canção conta também com Joel nos vocais de apoio e sons percussivos, como estalos de dedos e palmas. Quando é apresentada por grupos, a parte do baixo é normalmente cantada. Phil Ramone e Joel pretendiam formar uma dupla, mas Joel gravou cada uma das partes sozinho.

## Paradas musicais
| Parada (1984–1985)                 | Melhor posição |
| ---------------------------------- | -------------- |
| Austrália (Kent Music Report)      | 15             |
| Canadá Top Singles (RPM)           | 36             |
| Irlanda (Singles Chart)            | 18             |
| Nova Zelândia (Singles Chart)      | 24             |
| Reino Unido (Singles Chart)        | 25             |
| EUA Billboard Hot 100              | 14             |
| EUA (Billboard Adult Contemporary) | 1              |

| Parada de fim de ano (1984)     | Posição |
| ------------------------------- | ------- |
| EUA (Billboard Top Pop Singles) | 89      |

## Certificados
| Região                | Certificação | Vendas     |
| --------------------- | ------------ | ---------- |
| Reino Unido (BPI)     | Prata        | 250,000^   |
| Estados Unidos (RIAA) | Platina      | 1,000,000^ |
|                       |              |            |